# 익스포저 노티피케이션

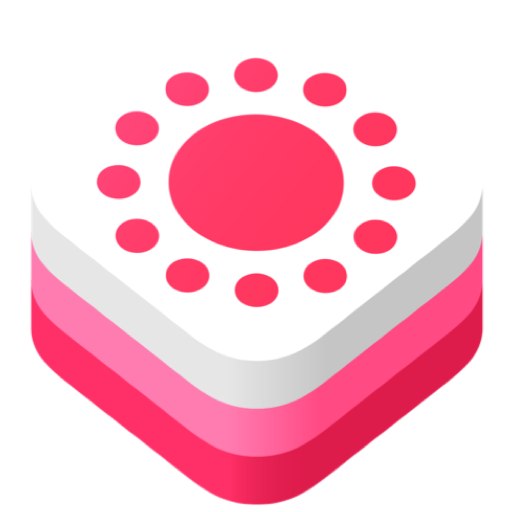

익스포저 노티피케이션(Exposure Notification, 노출 알림) 시스템(이전 명칭: Privacy-Preserving Contact Tracing Project)은 코로나19 범유행 기간 동안 디지털 접촉 추적을 용이하게 하기 위해 애플과 구글이 개발한 프레임워크 및 프로토콜 사양이다. 보건 당국이 사용할 경우 Android 또는 iOS 스마트폰을 사용하는 알림 시스템 사용자 간의 근접 접근을 자동으로 기록하여 보다 전통적인 접촉 추적 기술을 강화한다. 익스포처 노티피케이션은 Bluetooth Low Energy 기술과 개인 정보 보호 암호화를 결합하여 구축된 분산 보고 프로토콜이다. 이는 승인된 보건 당국이 개발하고 게시한 코로나19 앱 내 선택 기능이다. 2020년 4월 10일에 공개된 이 기능은 2020년 5월 20일 iOS 13.5 업데이트의 일부로 iOS에서, 2020년 12월 14일 구형 iPhone용 iOS 12.5 업데이트의 일부로 출시되었다. 안드로이드에서는 구글 플레이 서비스 업데이트를 통해 기기에 추가되었으며 안드로이드 마시멜로 이후의 모든 버전을 지원한다.
이 애플/구글 프로토콜은 유럽 DP-3T 컨소시엄에서 만든 DP-3T(Decentralized Privacy-Preserving Proximity Tracing) 프로토콜 및 코비드 워치의 TCN(Temporary Contact Number) 프로토콜과 유사하지만 운영 체제 수준에서 구현된다. 이는 백그라운드 프로세스로 보다 효율적인 작업을 가능하게 한다. 2020년 5월부터 DP-3T 프로토콜의 변형이 익스포저 노티피케이션 인터페이스에서 지원된다. 다른 프로토콜은 일반 앱에 대한 권한이 없기 때문에 작동이 제한된다. 이로 인해 특히 백그라운드에서 실행되는 디지털 접촉 추적 앱의 성능이 크게 저하되는 등 iOS 장치에서 문제가 발생한다. 공동 접근 방식은 또한 거의 모든 시장을 구성하는 Android와 iOS 장치 간의 상호 운용성을 유지하도록 설계되었다.
ACLU는 이 접근 방식이 "최악의 개인 정보 보호 및 중앙 집중화 위험을 완화하는 것처럼 보이지만 여전히 개선의 여지가 있습니다"라고 밝혔다.